# Jardins de la Fontaine
Les Jardins de la Fontaine sont un parc public situé à Nîmes, dans le Gard. Ils sont élaborés autour de la source nîmoise originelle, déjà vénérée par les peuplades antérieures à l'arrivée des Romains. La source de la Fontaine est d'ailleurs à l'origine de la création de l'agglomération plusieurs siècles avant la période gallo-romaine. L'organisation architecturale des jardins met également en valeur deux monuments antiques majeurs de la ville, le temple de Diane et la tour Magne.
Les Jardins de la Fontaine sont l'un des premiers parcs publics d'Europe et, aujourd'hui encore, l'un des plus remarquables.

## Historique
L'origine du site est la présence d'une source, émergence karstique permanente à débit irrégulier, alimentée par les infiltrations d'eau dans le sol et les roches de la garrigue nîmoise. Des spéléologues ont exploré le réseau de galeries souterraines qui débouchent sur le site. Le site a été occupé à partir de l'âge du fer, soit au VIe siècle avant notre ère. Ce premier peuplement occupait la pente du mont Cavalier et le voisinage de la source.
Le quartier des Jardins de la Fontaine s'est réellement développé à l'époque gallo-romaine et figure parmi les plus anciens de la ville. Les Jardins de la Fontaine se trouvent à l'emplacement de l’« Augusteum », vaste ensemble cultuel romain dont il ne subsiste plus que le temple de Diane.
Les premières mentions de l'existence de canalisations souterraines se trouvent dans le livre de Poldo d'Albenas, Discours historial de l'antique et illustre cité de Nismes, En la Gaule Narbonoise, Avec les portraitz des plus antiques et insignes bastimens dudit lieu, reduitz à leur vraye mesure et proportion, ensemble de l'antique et moderne ville, paru à Lyon en 1559 et 560, et proposant que l'eau vient du Gardon.
L'ancien sanctuaire dynastique consacré à l'empereur Auguste a été retrouvé à l'occasion de travaux de terrassement destinés à améliorer l'alimentation en eau de Nîmes, pour son commerce et son industrie. Les premières découvertes sont répertoriées dans un document : Le plan de la Fontaine de Nîmes et des nouvelles découvertes qui viennent d’y être faites pendant les mois d’août et de septembre 1741 dans lequel le directeur des fortifications et travaux publics de la province établit un constat de l’état des vestiges hydrauliques romains. Dans le réaménagement du site pour en faire des jardins, Jacques Philippe Mareschal s'est imposé la contrainte de conserver les dispositions principales du complexe antique. Ces vestiges ont d'abord été pris pour des thermes, puis comme un sanctuaire de l'eau. C'est en 1984 que Pierre Gros a proposé d'identifier les vestiges à un Augusteum. Ce dernier occupait le centre de la ville antique, entre la fontaine et le forum.
Des fouilles récentes ont notamment permis de dégager, dans les environs, les traces d'un quartier populaire indigène, une riche demeure du IIe siècle (rue Pasteur) et, au croisement de l'avenue Jean-Jaurès et de la rue de Sauve, un édifice public somptueux dont l'usage demeure mystérieux.
La rétractation urbaine consécutive de la chute de l'Empire romain entraîne la mise à l'écart de la fontaine, à l'extérieur du rempart. Son canal est occupé par des moulins, ce qui provoque des conflits avec les habitants qui en dépendent. Les moulins sont détruits en 1742.
En 1666, les lavandières et blanchisseuses lavent le linge dans le bassin de la fontaine. Le premier consul s'inquiéta des conséquences de cette pratique pour la santé des habitants de la ville. Il fait mettre un garde pour éviter que cela se reproduise. Le Conseil décide de faire construire un lavoir entre le bassin de la source et le moulin du viguier Albenas.
Le 2 mars 1701, les ducs de Bourgogne et de Berry, petits-fils de Louis XIV se rendent à Nîmes. Ils visitent les antiquités de la ville le lendemain : l'amphithéâtre, la Maison carrée, la fontaine et le temple de Diane. La maison d'Henri Gautier est détruite par l'incendie provoqué par une fusée au cours du feu d'artifice qui leur est donné.
Pendant l'été 1719, une très grande sécheresse entraîne le tarissement de tous les puits des particuliers à Nîmes. Les consuls font nettoyer le bassin de la fontaine. Pour trouver une solution au manque d'eau, ils font venir Jean de Clapiès, ingénieur, professeur royal de mathématiques et inspecteur des travaux publics de la province du Languedoc. Après avoir recherché des sources en faisant creuser des puits, il découvre que la fontaine du jardin est plus haute que ces puits, et que, par conséquent, celle-ci peut les alimenter. Il propose alors de rassembler toutes les eaux dans un canal de 30 pouces de largeur qui devrait suffire à alimenter deux fontaines par temps de sécheresse. Mais ce projet n'a pas été exécuté.
En 1724, Henri Gautier remarque que le niveau dans la fontaine varie comme le niveau de l'eau dans le Gardon alors qu'il ne pleut pas dans les environs de Nîmes : cf. son livre L'histoire de la ville de Nismes et de ses antiquitez (1724), p. 40 (lire en ligne)
En janvier 1731, le corps des marchands et fabricants de Nîmes s'adresse aux États généraux du Languedoc pour obtenir des secours permettant de rétablir l'abondance des eaux dans la ville. Les marchands et fabricants présentent un plan dressé par l'ingénieur Pierre Guiraud, mais décident de faire examiner leur projet par deux ingénieurs, La Blotière, directeur des fortifications, et Jean de Clapiès. Leur mémoire est daté du 15 décembre 1730.
En 1738, les consuls reprennent l'étude d'un projet pour rendre plus abondantes les eaux à Nîmes. Le 19 juillet 1738, le conseil de la ville décide de faire creuser et nettoyer le bassin de la fontaine, et même, d'en ouvrir les anciens aqueducs qui aboutissaient à la ville. Les consuls redemandent des secours aux États généraux du Languedoc et l'intervention de l'ingénieur Jean de Clapiès.
Jean de Clapiès arrive à Nîmes en juin 1739. À partir de 1739, les travaux visant à réguler le débit de la source mettent au jour de nombreux vestiges de l'époque romaine : un sanctuaire dédié à Auguste, un portique entourant un bassin, un théâtre antique (enfoui et non compris dans le projet d'aménagement général). Pour fixer un projet pour l'abondance des eaux à Nîmes à la suite des travaux de déblaiement, des plans sont proposés par diverses personnes dont l'ingénieur Pierre Guiraud et l'architecte Dardalhion. Le 24 octobre 1740, la commission nommée pour examiner ces plans a choisi le plan de l'architecte Dardalhion. Un arrêt du conseil du roi du 20 décembre 1740 demande que l'ingénieur Jacques Philippe Mareschal, ingénieur militaire du roi Louis XV et directeur des fortifications de la province de Languedoc, soit chargé de visiter les ouvrages nécessaires pour la fontaine. Les Jardins de la Fontaine sont réalisés entre 1745 et 1755 sur la base de ces vestiges. Ils permettent de mettre en valeur deux autres monuments romains ayant particulièrement bien résisté à l'épreuve du temps, le temple de Diane et la tour Magne. Le projet est mené par Jacques Philippe Mareschal.
Projet d'abord utilitaire, la rationalisation de l'approvisionnement en eau de la ville, la découverte des ruines antiques propulse les travaux vers un chantier d'embellissement et d'urbanisation de grande ampleur.
Les Jardins de la Fontaine font l'objet d'un classement au titre des monuments historiques par la liste de 1840 et, pour l'ensemble du site sous-sol et canal compris, depuis 1991. Ils sont aujourd'hui sur la liste des jardins remarquables de France, jardins bénéficiant d'un label décerné par le ministère de la culture.
L'entrée des jardins, marquée par trois grande grilles en fer forgé avec dorures des années 1750 et qui arborent les armes de la ville, est libre et gratuite. Ils sont ouverts de 7 h 30 à 22 h 30 en été et de 7 h 30 à 18 h 30 durant la période hivernale.

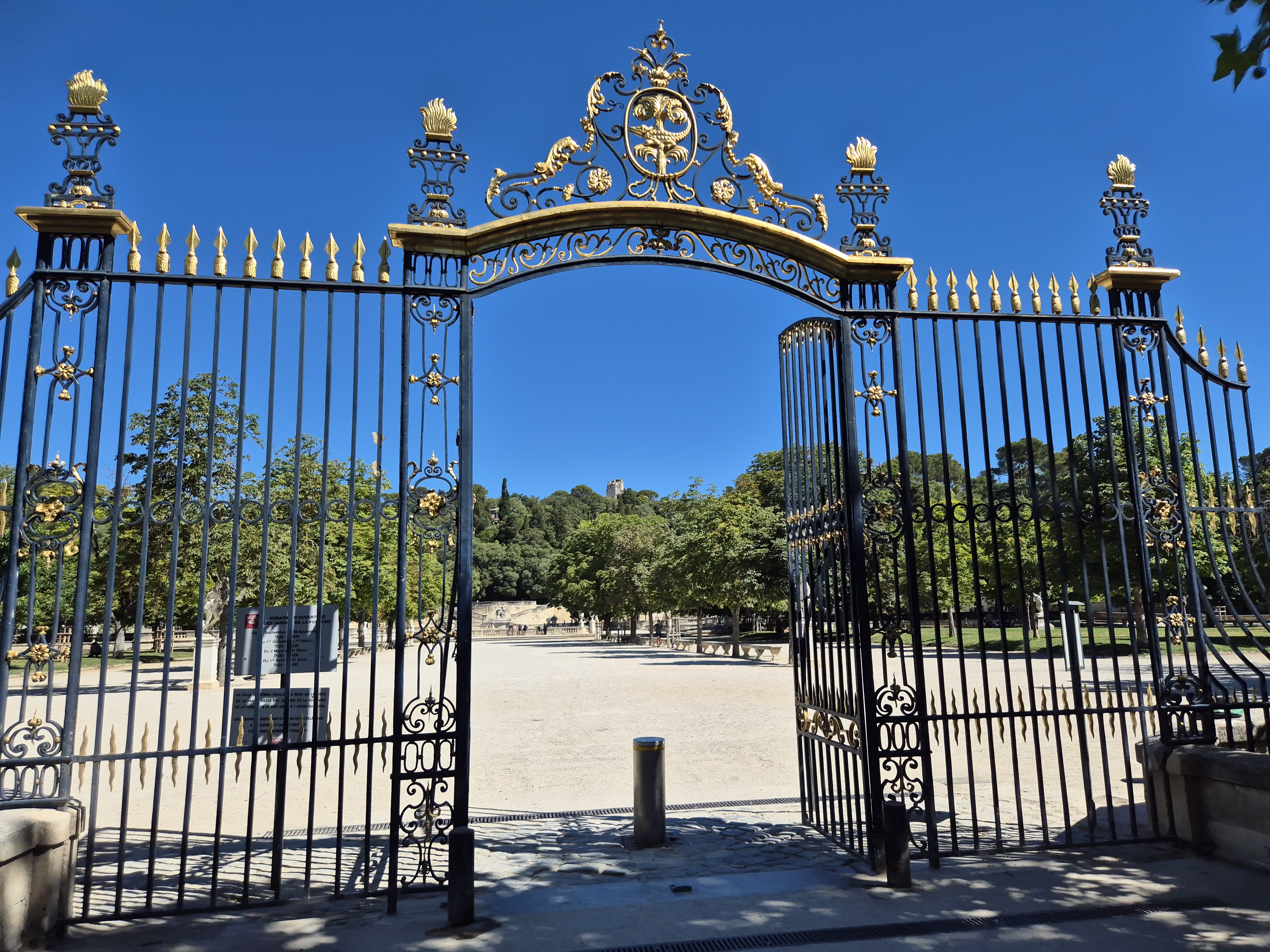
Grille d'entrée
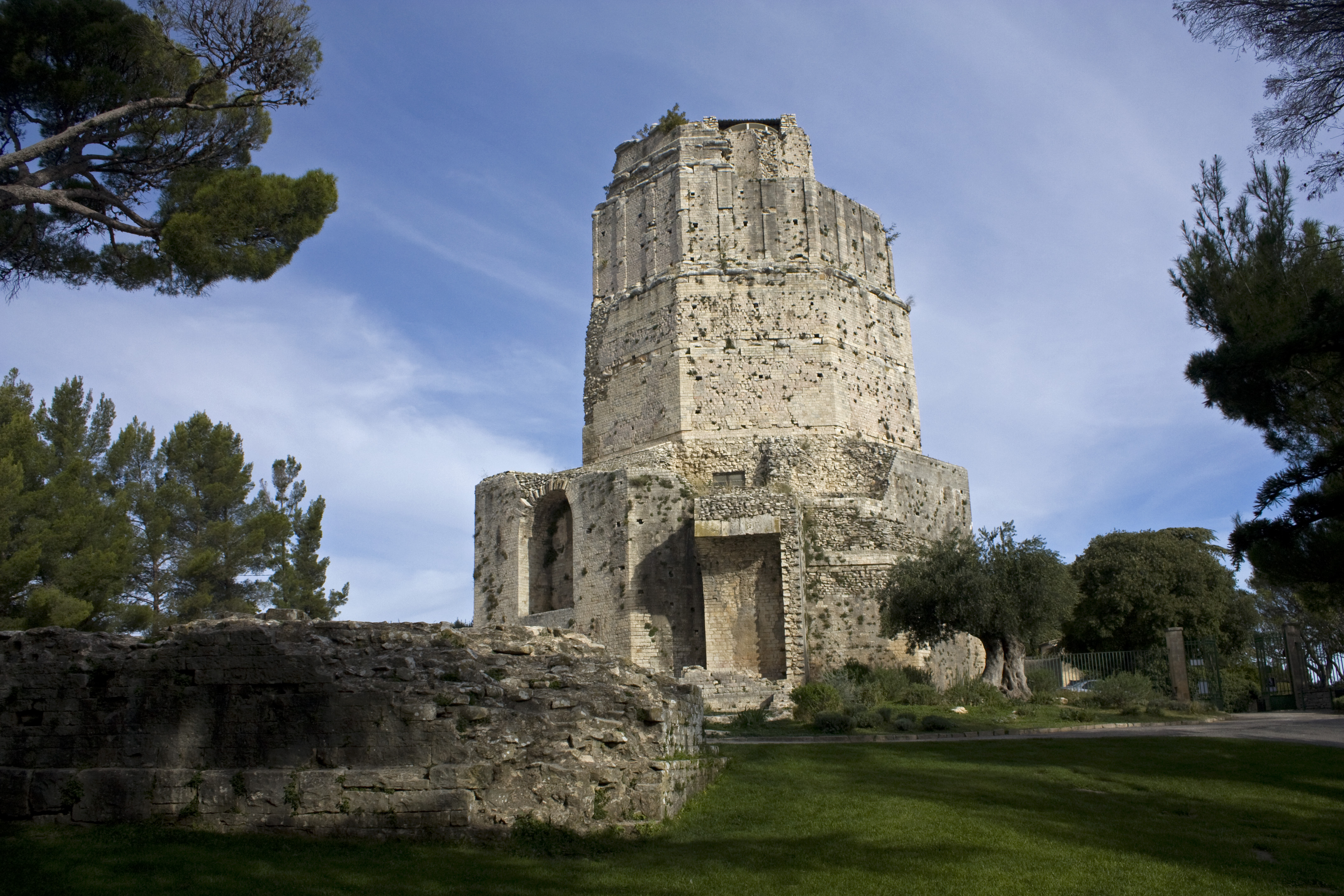
La tour Magne
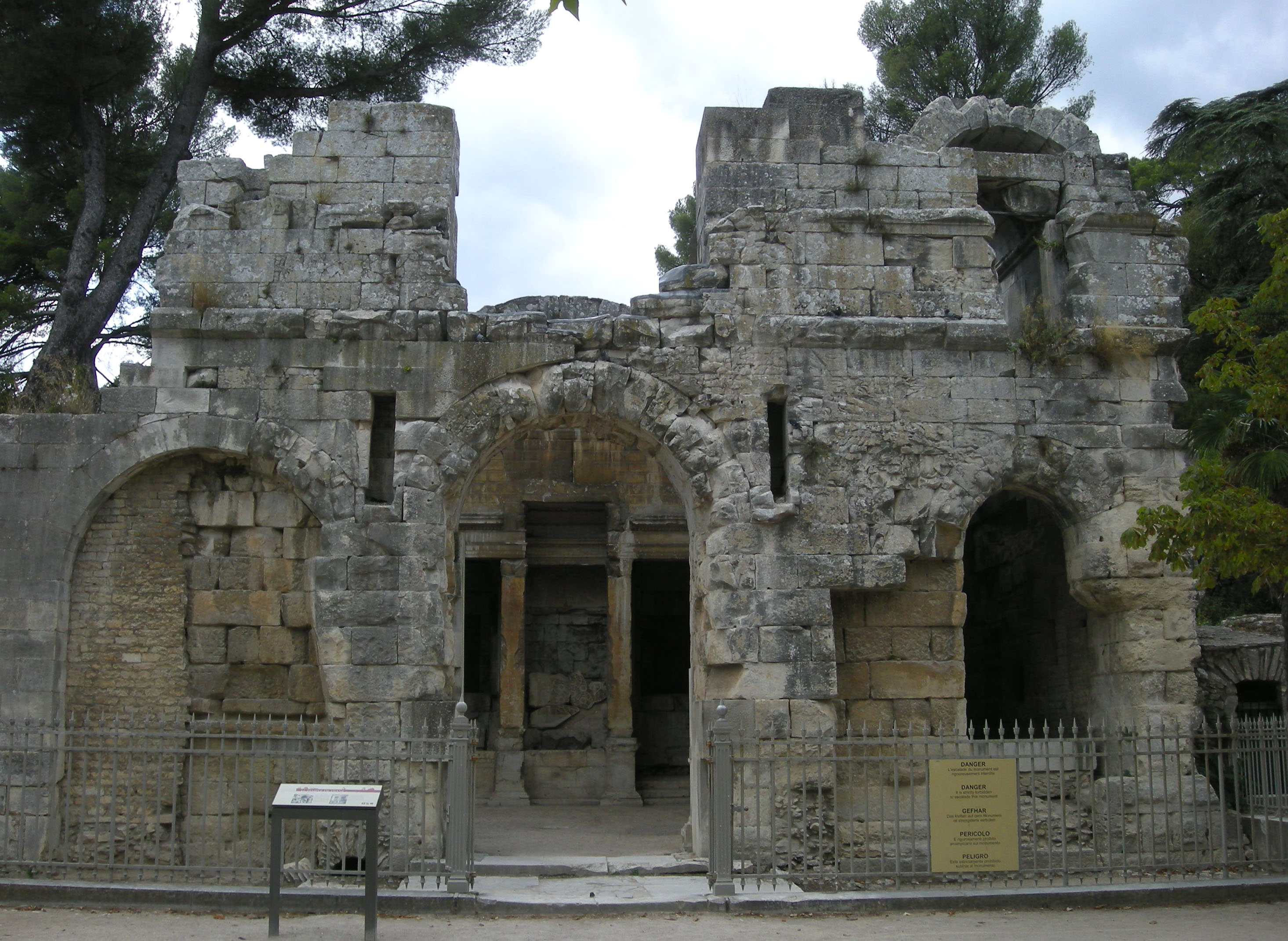
Le temple de Diane
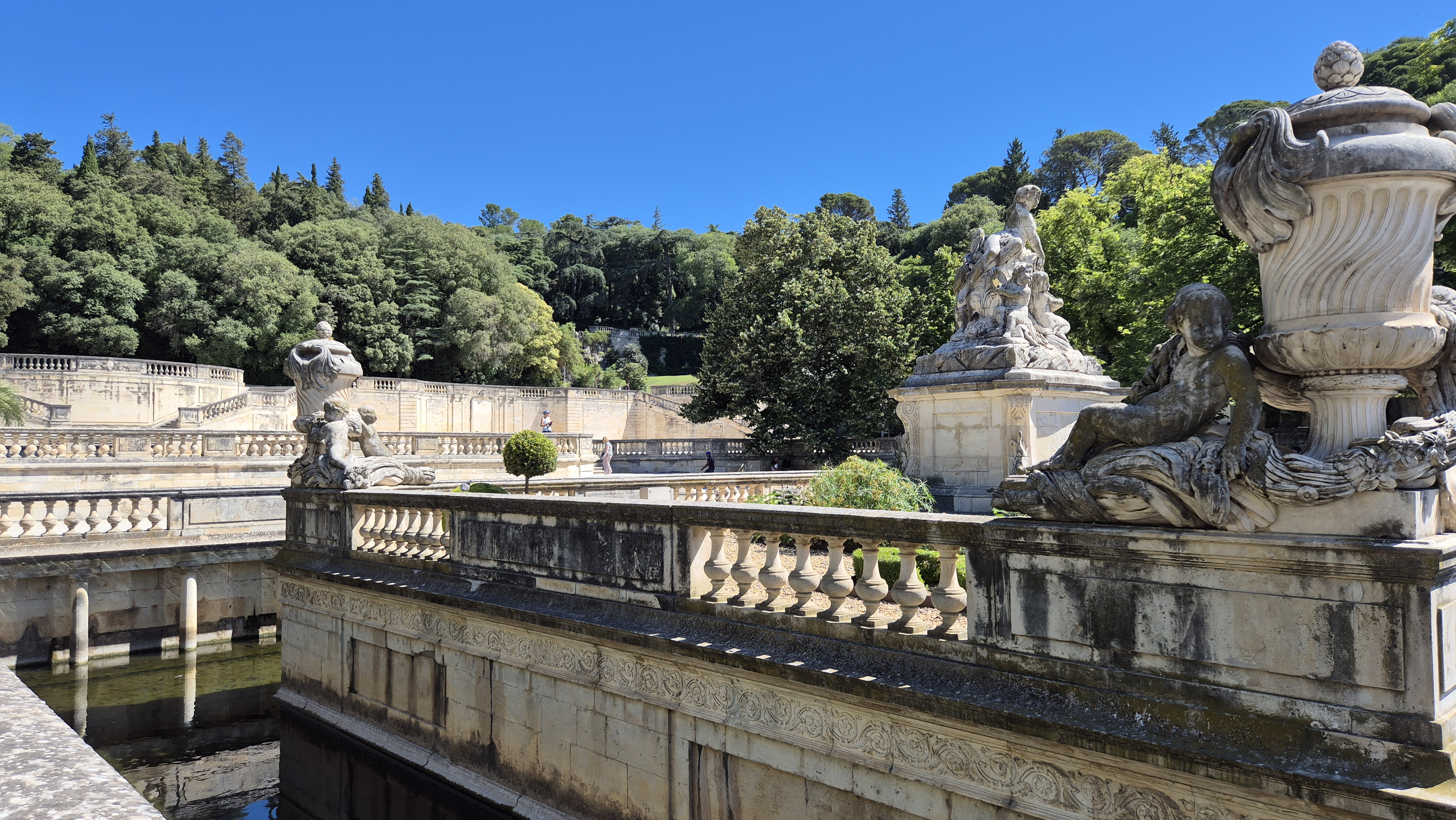
Un aspect du nymphée
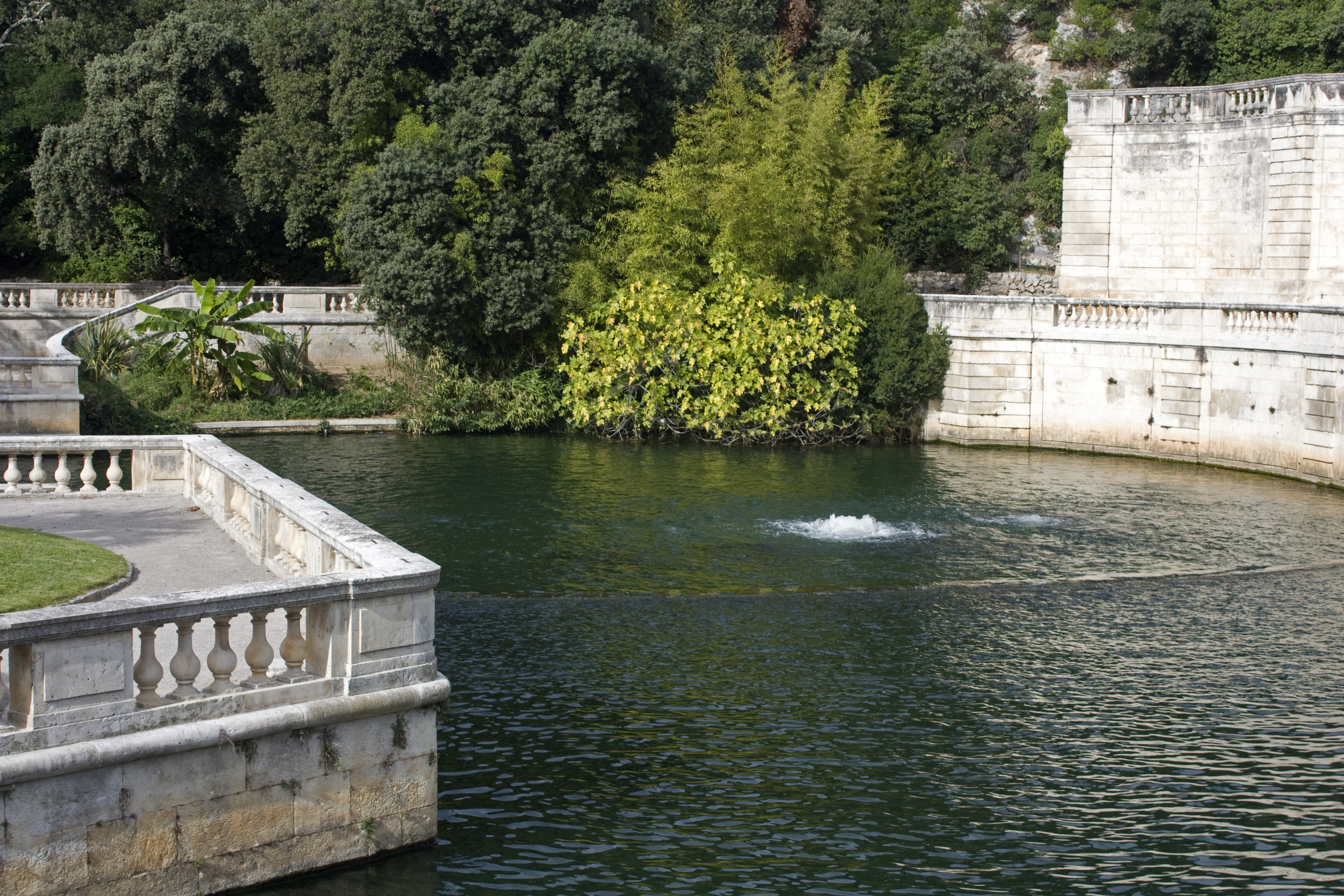
La source de la Fontaine

## Description
Il s'agit d'un jardin à la française centré sur la source fondatrice de la ville, dont le plan respecte celui du sanctuaire antique, avec ses deux escaliers en demi-lune donnant accès à la source, ainsi que les vestiges et la base du nymphée central. Le double escalier menant à la terrasse supérieure, le canal du quai de la Fontaine, les canaux de régulation et les bassins complètent l'architecture.
Les allées sont plantées de pins, de marronniers d'Inde, de platanes, de tilleuls et de cèdres. De nombreuses espèces méditerranéennes sont également présentes sur les terrasses.
Dix importants vases de type Médicis et huit statues de marbre proviennent du château de la Mosson à Montpellier, après son démantèlement dans les années 1740. Ils sont l'œuvre, dans les années 1720, du grand sculpteur français Nicolas Sébastien Adam.

## Galerie

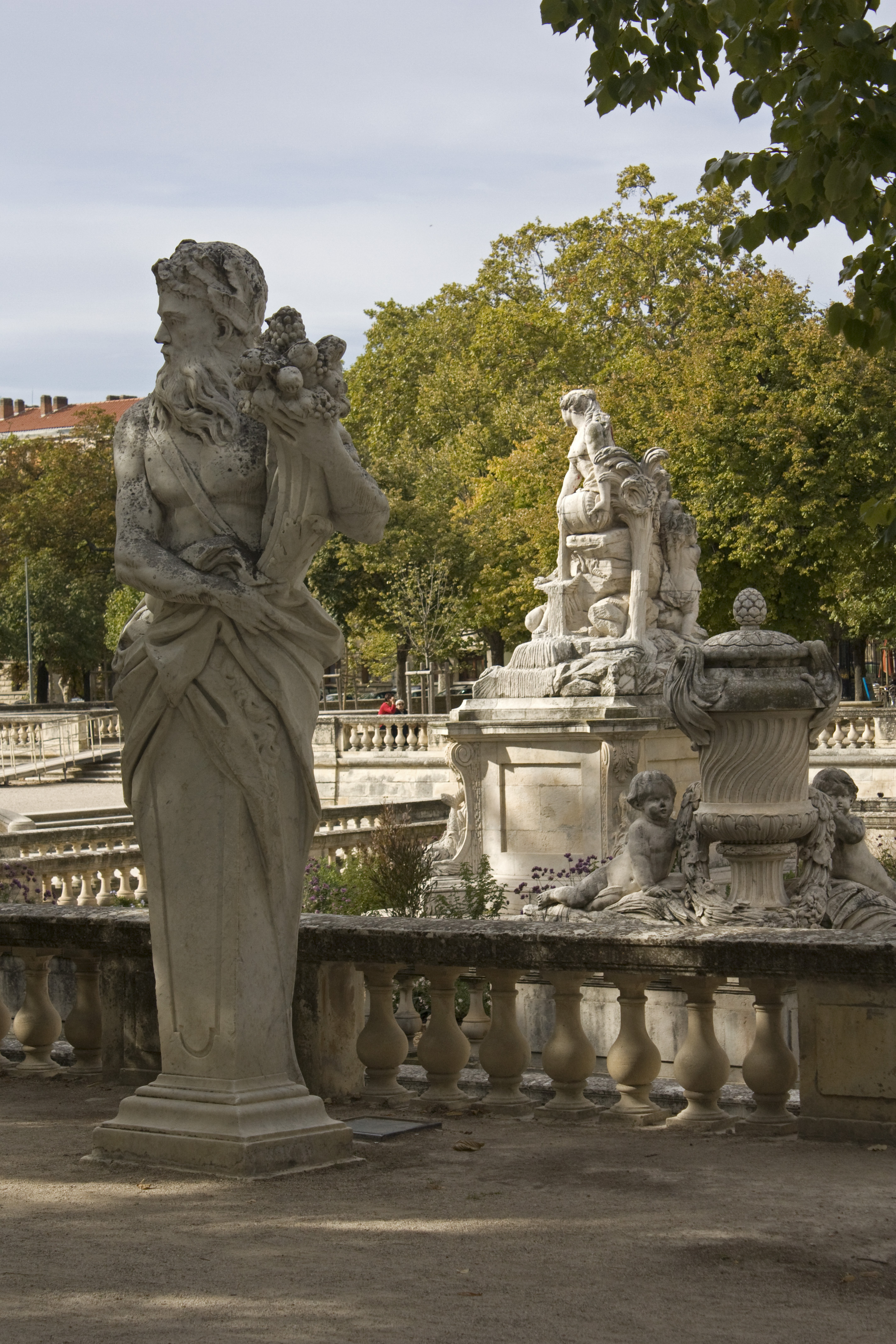
Autour du nymphée
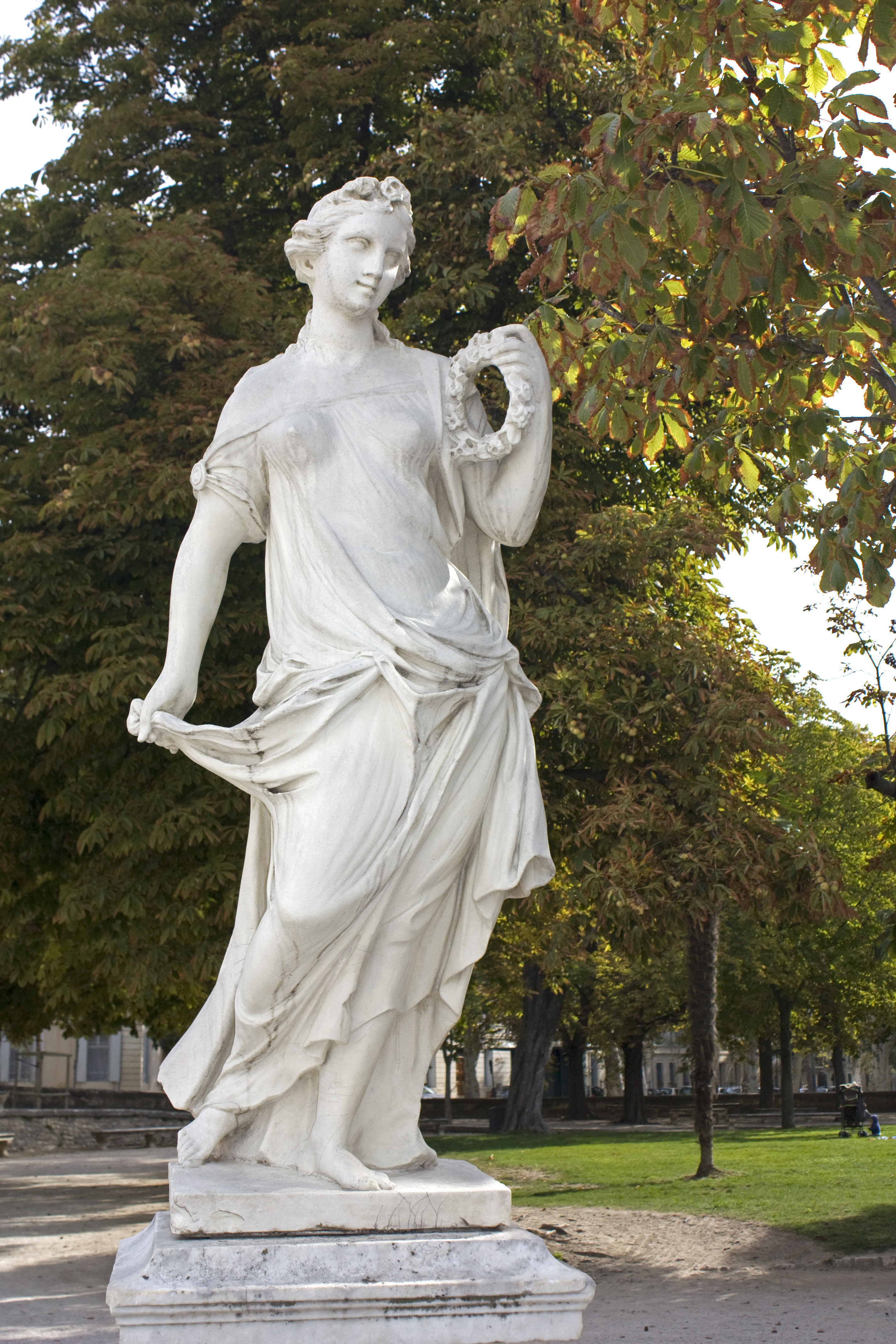
Autour du nymphée
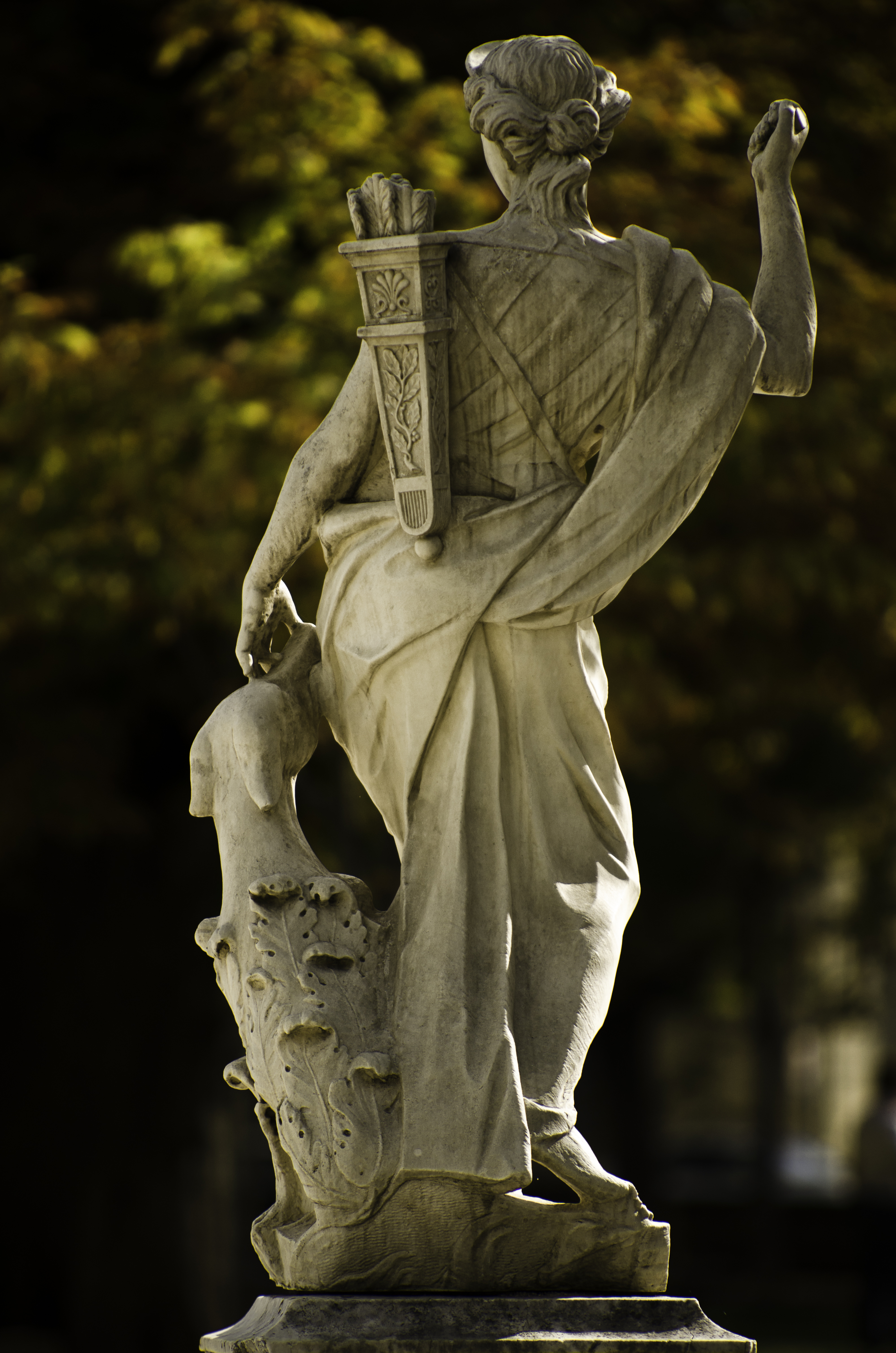
Autour du nymphée
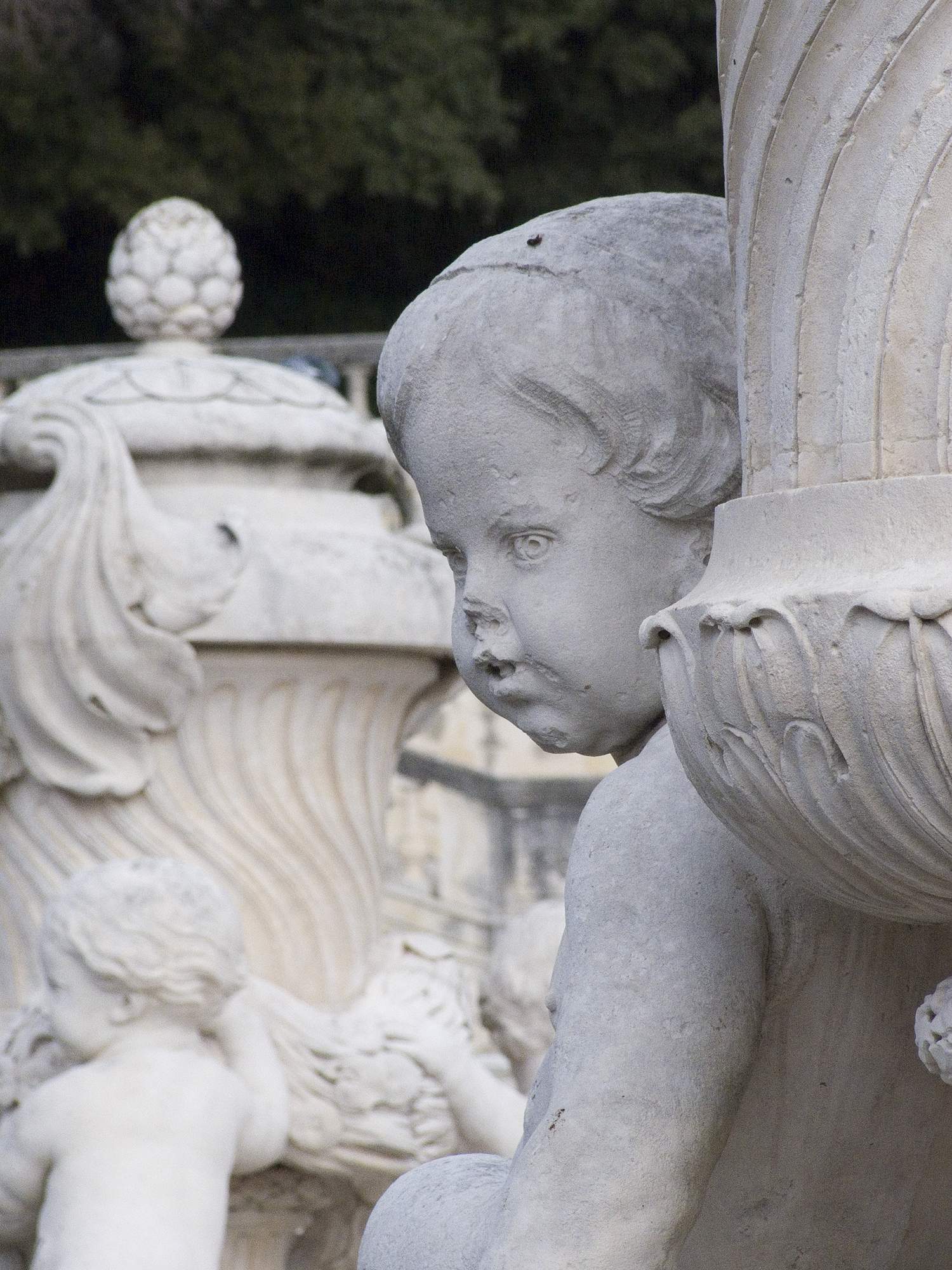
Autour du nymphée
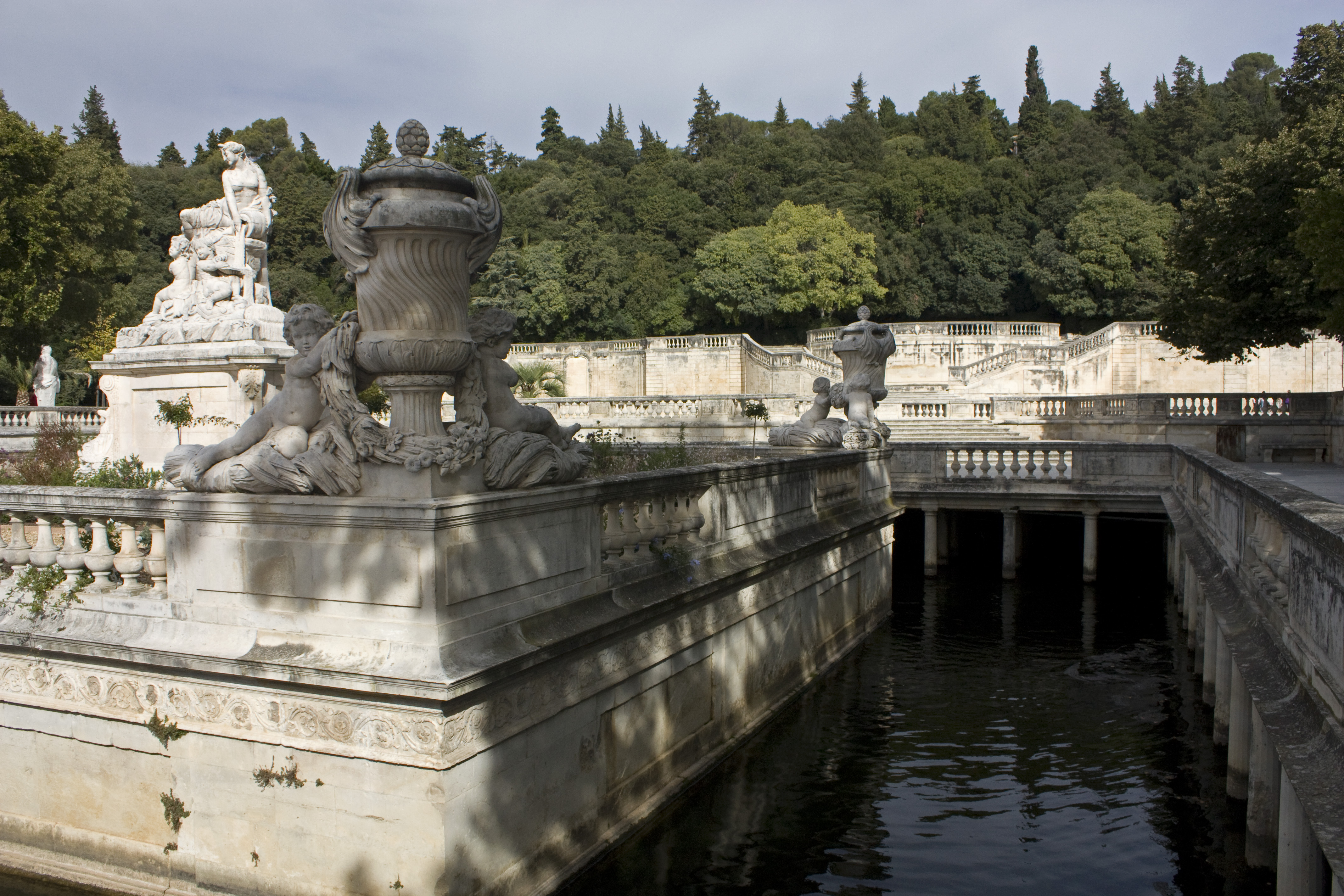
Le nymphée
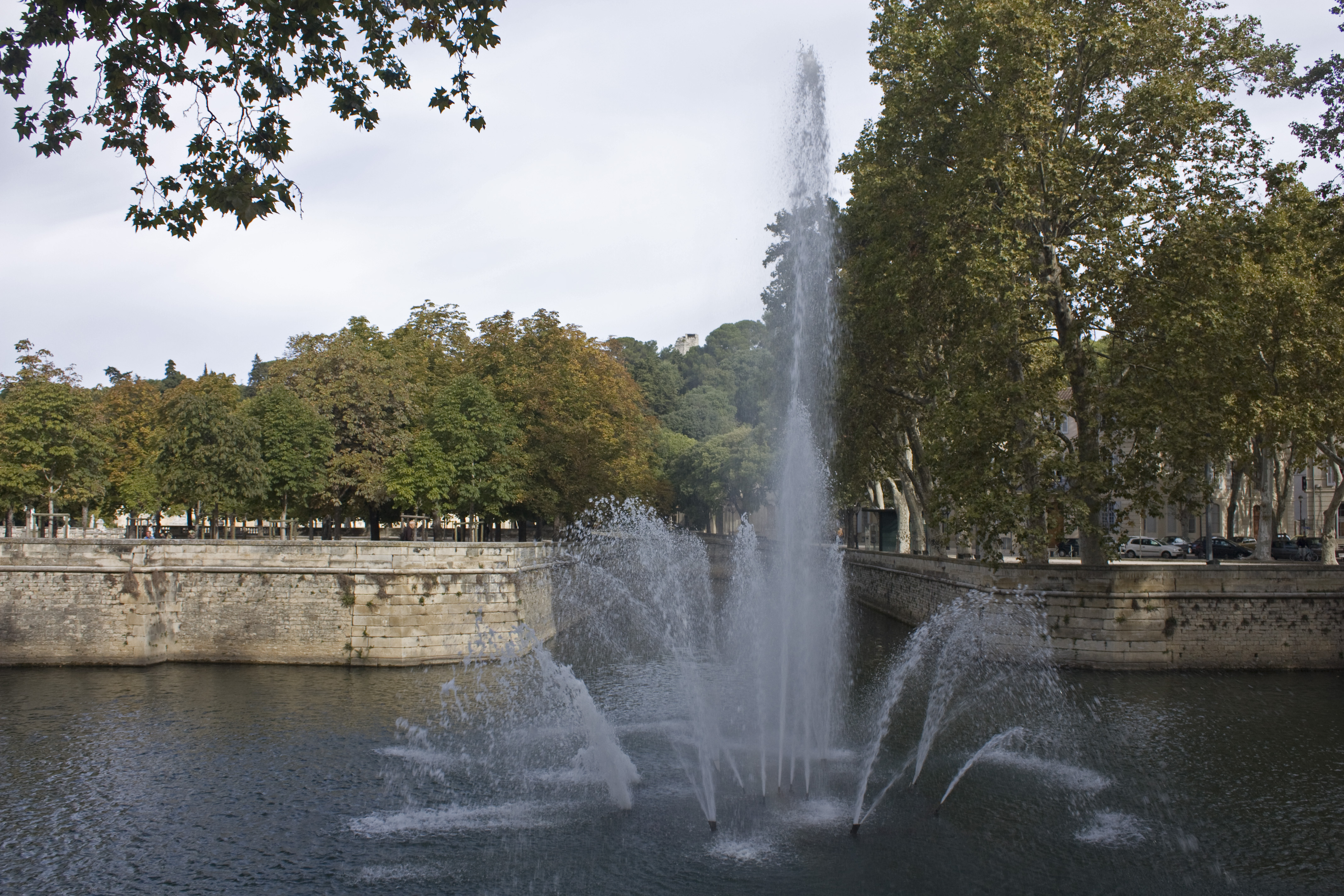
Quai de la Fontaine
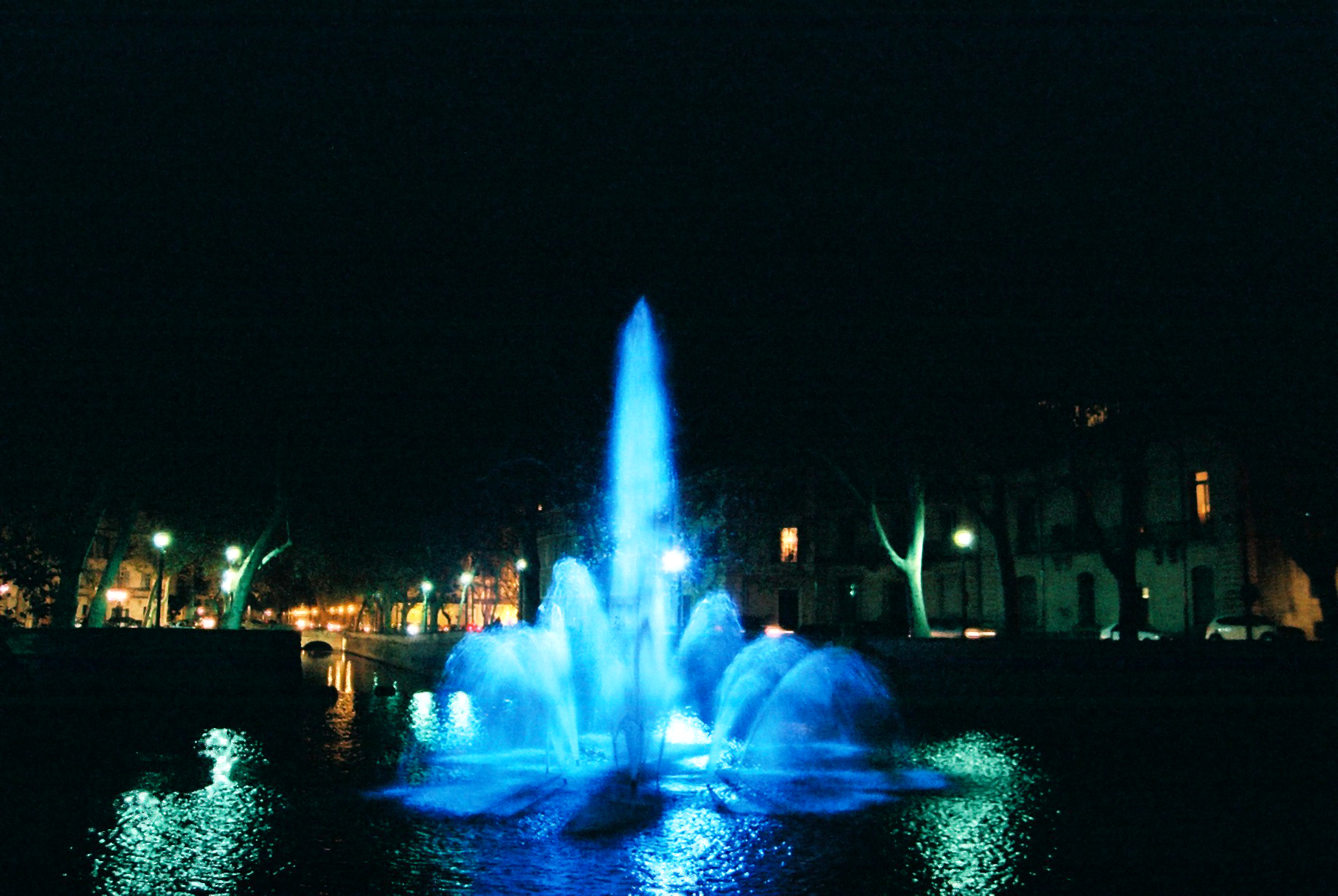
Quai de la Fontaine de nuit
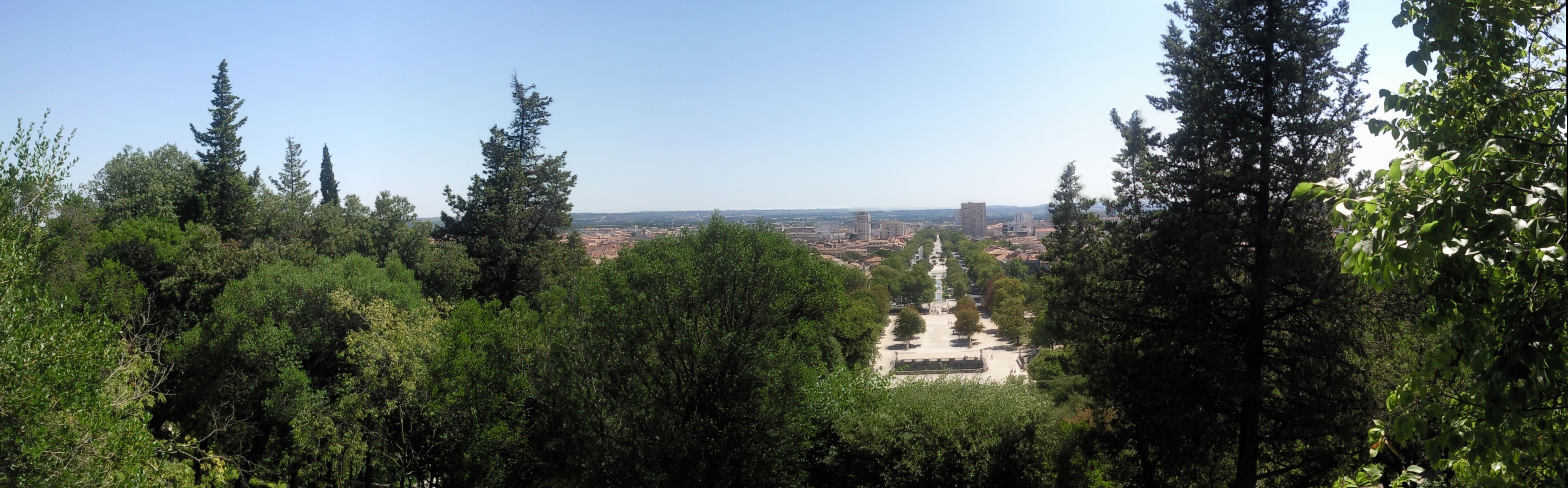
Vue sur Nîmes depuis les Jardins de la Fontaine
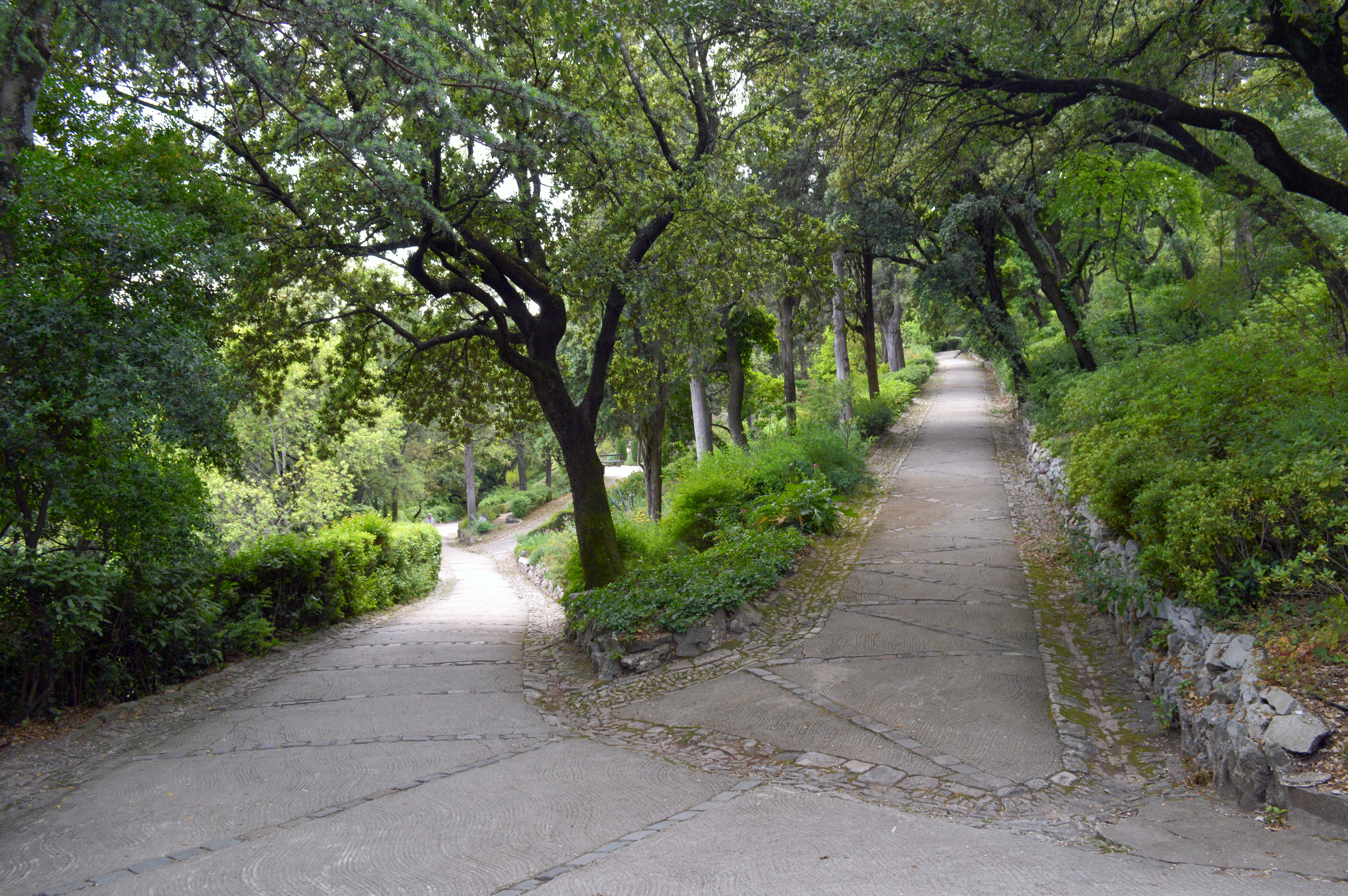
Sentiers
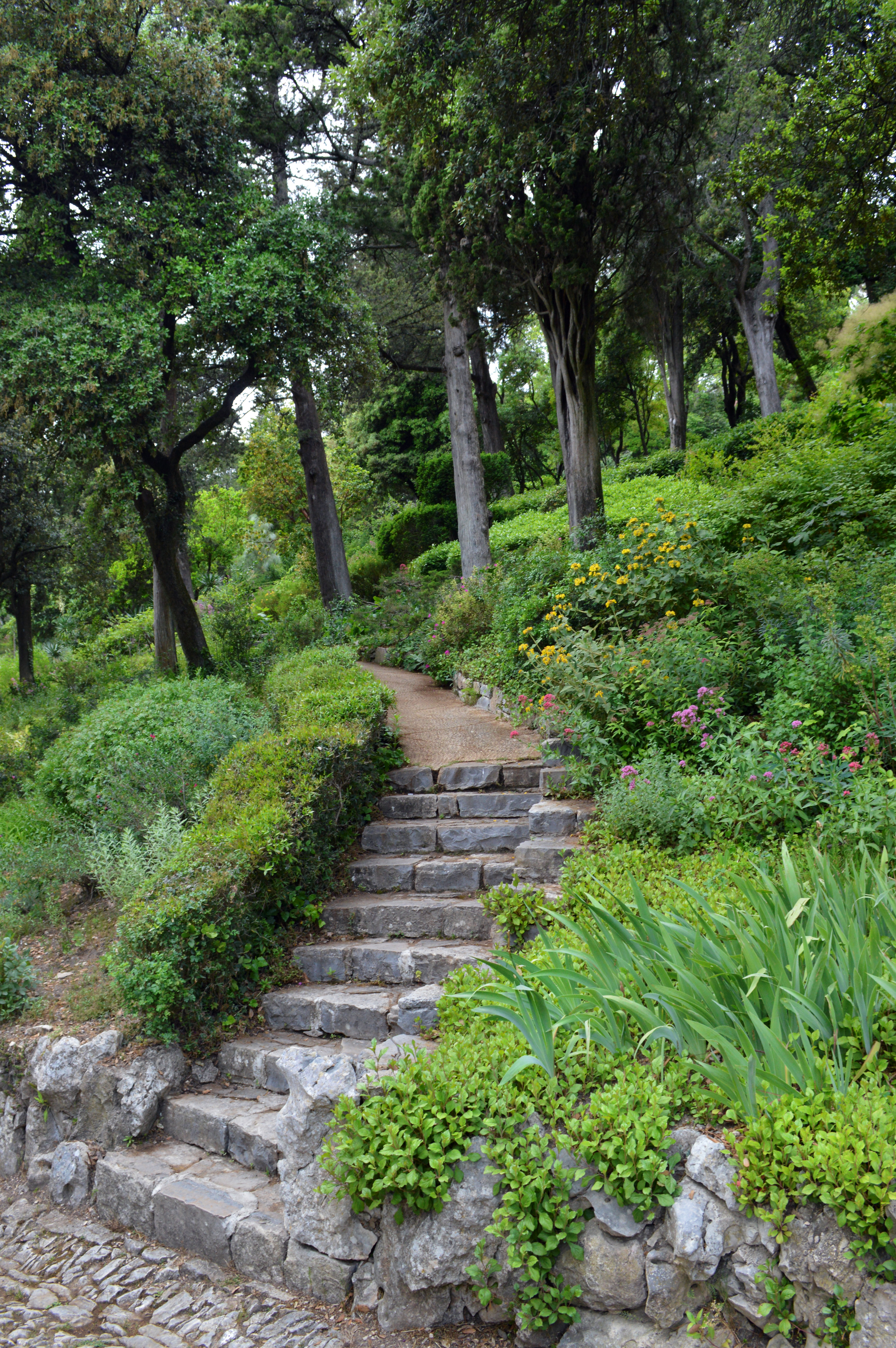
Sentier-escaliers

### Sources et bibliographie
- Alain Veyrac et Jean-Michel Pène, « Nîmes – L’Augusteum de la fontaine de Nîmes : étude archéologique du bassin de la source et de la canalisation souterraine ouest. Sondage (1991) », AdlFI. Archéologie de la France. Informations,‎ 1991 (lire en ligne)
- * Alain Veyrac et Jean-Michel Pène, « L'Augusteum de la fontaine de Nîmes : étude archéologique du bassin de la source et de la canalisation souterraine ouest », Revue archéologique de Narbonnaise, nos 27-28,‎ 1994, p. 121-163 (lire en ligne)
- Victor Lassalle, « Le jardin de la Fontaine à Nîmes », dans Congrès archéologique de France. 157e session. Gard. 1999, Paris, Société française d'archéologie, 2000, 547 p. (lire en ligne), p. 187-202.
- Christian Corvisier et Dominique Darde (présentation orale de), « Nîmes, Augusteum », dans Congrès archéologique de France. 157e session. Gard. 1999, Paris, Société française d'archéologie, 2000, 547 p. (lire en ligne), p. 517-520
- Caroline Millot, « Les Jardins de la Fontaine à Nîmes et l’œuvre de Jacques-Philippe Mareschal (1689-1778) : un patrimoine aux multiples facettes », Patrimoines du Sud, no 8,‎ 2018 (lire en ligne)